# Erwin Vierow
Erwin Vierow (ur. 15 maja 1890 w Berlinie, zm. 1 lutego 1982 w Tecklenburg) – niemiecki dowódca wojskowy z czasów II wojny światowej w stopniu generała piechoty.
Vierow wstąpił do armii 21 sierpnia 1908 w stopniu podchorążego. Po wybuchu I wojny światowej był adiutantem 64 Pułku Piechoty. W grudniu 1917 roku przeniesiony Sztabu Generalnego. W okresie międzywojennym  w Reichswerze pełnił funkcje sztabowe.
W czasie kampanii wrześniowej dowodził 96 Dywizją Piechoty. W sierpniu 1940 roku został powołany na stanowisko dowódcy 9 Dywizji Piechoty. Służąc na froncie wschodnim jako dowódca LV Korpusu Armijnego po kapitulacji Charkowa 24 października 1941 roku został komendantem wojskowym.
1 lipca 1943 roku został mianowany dowódcą armii w północno-zachodniej Francji, obejmujące regiony Laon, Orléans i Rouen. Funkcję pełnił do czerwca 1944 roku kiedy został mianowany na dowódcę "Generalkommando Somme". Piastował to stanowisko aż do poddania się Brytyjczykom 1 września 1944 roku.

## Kariera wojskowa
- Fahnenjunker (21 września 1908)[1]
- Leutnant (27 stycznia 1910)[1]
- Oberleutnant (27 stycznia 1915)[1]
- Hauptmann (18 kwietnia 1918)[1]
- Major (1 stycznia 1929)[1]
- Oberstleutnant (1 października 1932)[1]
- Oberst (1 września 1934)[1]
- Generalmajor (1 stycznia 1938)[1]
- Generalleutnant (1 sierpnia 1940)[1]
- General der Infanterie (1 stycznia 1941)[1]

## Odznaczenia
- Krzyż Żelazny (1914)
  - II klasy
  - I klasy
- Odznaka za Rany (1914)
- Krzyż Żelazny (1939)
  - II klasy
  - I klasy
- Krzyż Rycerski Krzyża Żelaznego (1941)